# Ізмаїльський целюлозно-картонний комбінат
ВАТ «Ізмаї́льський целюло́зно-карто́нний комбіна́т» — українське підприємсто в Ізмаїлі (Одеська область), що виробляє картон і гофротару. Комбінат збудували у 1961–1964 роках, він став першим великим хімічним підприємством Бессарабії. Інтереси ІЦКК представляє ТОВ «Основа Папір», створене 2006 року, що також представляє іншого великого виробника целюлози — Жидачівський целюлозно-паперовий комбінат. Ізмаїльський ЦКК належить до 4-х найбільших українських виробників гофрокартону.

## Виробництво
В середині жовтня 1965 року була випущена перша продукція — целюлоза сульфатна небілена.
Одне з провідних підприємств Ізмаїла. До складу комбінату входять не лише очисні споруди з очищення відходів комбінату, але й єдині очисні споруди міста, потужністю 42 тис. м3 на добу.
Входить до Асоціації українських підприємств целюлозно-паперової галузі «Укрпапір».